# Gilman (Illinois)
Gilman település az Amerikai Egyesült Államok Illinois államában, Iroquois megyében. Lakosainak száma 1738 fő (2020. április 1.).

## Közlekedés
A települést érinti az Amtrak két távolsági vasúti járata is, az Illini és a Saluki.

## Népesség
A település népességének változása:
| Lakosok száma | 1677 | 1814 | 1738 |
|               | 2009 | 2010 | 2020 |